# Skogsfinska flaggan
Skogsfinska flaggan (finska: metsäsuomalainen lippu; norska: skogsfinske flagget) är en flagga, som togs fram 2022 för att användas som symbol för skogsfinnar, som utgör en del av den nationella minoriteten sverigefinnar. Skogsfinnar flyttade till delar av Sverige och Norge under 1500- och 1600-talet som en del av en kunglig propå att kolonisera glest bebyggda och obrukade delar av Sverige och Norge.
Flaggan valdes av en svensk-norsk jury och designades av det gifta paret Frédéric M. Lindboe och Bettina Gullhagen som är aktiva amatörvexillologer. Den flaggkommitté som tillsattes för att ta fram flaggan valde bland ungefär 100 inskickade flaggförslag.

## Färgval och komponenter
Flaggan har grön botten, med ett kors i rött som har ett infällt gult kors. Korset ramar in en svart romb i korsmötet.
Skogsfinnarna bedrev skogs- och jordbruk med svedjebruk. Den gröna färgen i flaggan symboliserar skogen, den röda färgen elden, den gula rågen som odlades, och den svarta färgen symboliserar den svarta marken efter bränningen. Den röda färgen står också för rönnen, som skogsfinnarna ansåg hade magiska krafter. Den gula symboliserar även näver, som användes som råmaterial till föremål och persedlar och den svarta färgen även för de sotsvarta väggarna i rökstugorna och riorna. Romben är en fruktbarhetssymbol som använts av skogsfinnarna.